# Frances Rafferty
Frances Rafferty (Sioux City, 16 giugno 1922 – Paso Robles, 18 aprile 2004) è stata un'attrice statunitense.

## Biografia
Nata nello stato dell'Iowa con il nome di Frances Anne Rafferty, i suoi genitori erano Maxwell Lewis Rafftery Senior e Deetta C Rafferty; era la sorella di Maxwell Lewis Rafferty. Firmò un contratto con la MGM Studios, iniziò la sua carriera cinematografica nel 1942 inizialmente interpretando ruoli minori.

## Filmografia

### Cinema
- Follia scatenata (Fingers at the Window), regia di Charles Lederer (1942)
- The War Against Mrs. Hadley, regia di Harold S. Bucquet (1942)
- Sette ragazze innamorate (Seven Sweethearts), regia di Frank Borzage (1942)
- Personalities (1942) - cortometraggio
- La fortuna è bionda (Slightly Dangerous), regia di Wesley Ruggles (1943)
- Presenting Lily Mars, regia di Norman Taurog (1943)
- Dr. Gillespie's Criminal Case, regia di Willis Goldbeck (1943)
- Il pazzo di Hitler (Hitler's Madman), regia di Douglas Sirk (1943)
- Pilot #5, regia di George Sidney (1943)
- Young Ideas, regia di Jules Dassin (1943)
- Swing Shift Maisie, regia di Norman Z. McLeod (1943)
- La parata delle stelle (Thousands Cheer), regia di George Sidney (1943)
- Girl Crazy, regia di Norman Taurog e Busby Berkeley (1943)
- Ritmi di Broadway (Broadway Rhythm), regia di Roy Del Ruth (1944)
- La stirpe del drago (Dragon Seed), regia di Harold S. Bucquet e Jack Conway (1944)
- L'avventuriero della città d'oro (Barbary Coast Gent), regia di Roy Del Ruth (1944)
- La signora Parkington (Mrs. Parkington), regia di Tay Garnett (1944)
- The Hidden Eye, regia di Richard Whorf (1945)
- Gianni e Pinotto a Hollywood (Bud Abbott and Lou Costello in Hollywood), regia di S. Sylvan Simon (1945)
- Bascomb il mancino (Bad Bascomb), regia di S. Sylvan Simon (1946)
- Luna di miele perduta (Lost Honeymoon), regia di Leigh Jason (1947)
- The Adventures of Don Coyote, regia di Reginald Le Borg (1947)
- Curley, regia di Bernard Carr (1947)
- The Hal Roach Comedy Carnival, regia di Bernard Carr e Harve Foster (1947)
- Money Madness, regia di Sam Newfield (1948)
- Lady at Midnight, regia di Sam Newfield (1948)
- An Old-Fashioned Girl, regia di Arthur Dreifuss (1949)
- Rodeo, regia di William Beaudine (1952)
- Terrore a Shanghai (The Shanghai Story), regia di Frank Lloyd (1954)
- Wings of Chance, regia di Eddie Dew (1961)

### Televisione
- General Electric Theater – serie TV, episodio 2x08 (1953)
- Topper – serie TV, episodio 1x39 (1954)
- December Bride – serie TV, 156 episodi (1954-1959)
- Stage 7 – serie TV, episodio 1x23 (1955)
- Pete and Gladys – serie TV, 7 episodi (1962)
- Io e i miei tre figli (My Three Sons) – serie TV, episodio 4x18 (1964)
- Le strade di San Francisco (The Streets of San Francisco) – serie TV, episodio 5x20 (1977)